# ルイジ・ブラインス
ルイジ・ブラインス（Luigi Bruins, 1987年3月9日 - ）は、オランダ出身の元サッカー選手。現役時代のポジションはミッドフィールダー。イタリアの家系である。

## 経歴

### クラブ
ユース時代をSBVエクセルシオールで過ごし、そのままトップチームに加入した。加入当時、エクセルシオールはエールステ・ディヴィジ（2部リーグ）に所属していたが、翌シーズンにエールディヴィジに復帰し、その原動力となった。
この活躍がきっかけで、オランダの4強（アヤックス、AZアルクマール、フェイエノールト、PSVアイントホーフェン）とプレミアリーグのトッテナム・ホットスパーFCから獲得のオファーが届き、同じロッテルダムにあるフェイエノールトと複数年契約を締結する。リーグ戦70試合に出場し、2010-11シーズン限りで退団した。
2011年10月11日、以前からトレーニングに参加していたオーストリア・ブンデスリーガのレッドブル・ザルツブルクとシーズン終了までの契約を結んだ。同年12月19日、双方合意の下クラブとの契約解除が発表された。
2012年3月9日、古巣であるエクセルシオールに復帰した。
2013年1月15日、リーグ・アンのOGCニースに移籍した。
2014年9月17日、再びエクセルシオールに復帰することが発表された。

### 代表
2007年、地元オランダで開催されたUEFA U-21欧州選手権2007に招集され、2連覇に貢献した。セルビアと行った決勝戦では、87分に4点目となるゴールを決めた。

## 出場大会
オランダU-21代表
- UEFA U-21欧州選手権2007 (優勝)